# Betterment
Betterment è una società di investimento online con sede a New York, registrata presso la Securities and Exchange Commission e iscritto alla Financial Industry Regulatory Authority (FINRA). Conosciuto anche come Betterment.com, è un intermediario finanziario ed una società registrata per fornire servizi di consulenza di investimento (RIA).
Betterment è basata su un algoritmo di investimento automatizzato (robo advisor), chiuso e proprietario che apprende dall'esperienza nei mercati e ottimizza dinamicamente il bilanciamento del portafoglio in base agli obiettivi di rischio-rendimento prescelti dal risparmiatore. Gli strumenti finanziari di elezione sono fondi ETF e portafogli repplicanti indici azionari e obbligazionari (es. S&P 500).
Ad aprile del 2019, il valore di mercato delle attività gestite in nome e per conto terzi ammontava a 16.4 miliardi di dollari.

## Storia
Betterment fu fondata nel 2008 a New York da Jon Stein, laureato in economia aziendale alla Columbia Business School, e da Eli Broverman, avvocato della NYU School of Law.
Stein e il suo compagno di stanza Sean Owen, un ingegnere del software di Google, nel 2008 iniziarono a costruire la prima versione della piattaforma online di investimento, utilizzando un'applicazione Java e un database MySQL su server Apache Tomcat con interfaccia-utente basata su Adobe Flash e Flexdesign. Le prime demo furono realizzate dall'allora fidanzata di Stein, Polina Khentov. Per adeguarsi alla regolamentazione prevista per l'avvio di una società finanziaria, Stein coinvolse nel gruppo di confondatori Eli Broverman, poi un avvocato specializzato in titoli (conosciuto giocando a poker).
Dal 2008 al 2010, il gruppo di fondatori continuò a sviluppare la piattaforma per il lancio, finché non fu concessa l'approvazione della FINRA. Nel 2009, Anthony Schrauth, ex collega di Stein, fu nominato responsabile di prodotto di Betterment, mentre Owen fu sostituito da Kiran Keshav del Columbia University Center for Computational Biology. O'Sullivan lasciò la carica di presidente nel 2010.
Il 7 aprile 2009, fu registrata la società denominata Betterment LLC nel Delaware. Il 29 gennaio dell'anno precedente era stata costituita nel Delaware la Betterment Holdings, Inc., società madre di Betterment LLC e di Betterment Securities.
A giugno del 2010, è stata presentata all'evento TechCrunch Disrupt di New York, vincendo il premio "Biggest New York Disruptor". Nel giro di 24 ore, Betterment attirò i suoi primi 400 clienti, iniziando a dialogare con una comunità di investitori.
A dicembre 2010, Betterment ricevette dalla Bessemer Venture Partners finanziamenti di venture capital classificati col rating A (il più favorevole). A ottobre del 2012, Menlo Ventures erogò finanziamenti di classe B insieme a Bessemer Venture Partners e ad Anthemis Group. Grazie a tali investimenti, la società riuscì ad ampliare e diversificare il proprio perimetro operativo, integrando servizi quali piani previdenziali integrativi individuali (individual retirement accounts , IRA), autodeposito e ribilanciamento automatico del portafoglio, consulenza di investimento parametrizzata sugli obiettivi.

## Modello di business
Il modello di business è articolato in tre aree: investimenti al dettaglio, una piattaforma di consulenza e una divisione che propone piani previdenziale di accumulo di tipo 401 (k) per la classe media di risparmiatori. A luglio del 2017, Betterment comunicò alla stampa di aver raggiunto un valore di portafoglio di 10 miliardi di dollari.
A marzo del 2019, la società eliminò il vincolo di un deposito minimo di 100.000 per fruire di servizi avanzati come la personalizzazione del portafoglio, in precedenza riservati alla clientela Business.
L'automazione del software conseguì l'abbattimento dei costi di transazione e delle commissioni di gestione ribaltate al cliente finale, permettendo l'estensione cost-effective di servizi a valore aggiunto ad una clientela più estesa.
Come altri operatori del settore, l'azienda ha comunque mantenuto in attività una struttura (telefonica) di consulenti finanziari autorizzati a fornire supporto ai clienti che optano per farne richiesta.
La principale piattaforma di vendita al dettaglio di Betterment offre conti correnti associati a piani pensionistici individuali, trust, conti di investimento imponibili e servizi di localizzazione delle attività coordinati in base al regime di imposizione fiscale.
Ad ottobre del 2014, Betterment lanciò un'offerta business-to-business denominata Betterment Institutional, successivamente ribattezzata Betterment for Advisors, una piattaforma digitale di gestione dei portafogli di investimento e risparmio integrata con la consulenza finanziaria dell'azienda. 

Betterment for Business è una piattaforma 401 (k) rivolta ai datori di lavoro di media dimensione, che pratica la medesima strategia di investimento dei tradizionali piani 401 (k), generalmente a costi inferiori.
A gennaio del 2017, Betterment for Advisors divenne consulente e partner della Financial Planning Association (FPA) in materia di investimenti nell'economia digitale.